# Докле, Зехрудин
Зехрудин Докле (алб. Zehrudin Dokle) — албанский актёр, режиссёр и переводчик болгарского происхождения. Является болгарским общественным деятелем и предпринимателем, что владеет строительной фирмой. Соучредитель, партнер и генеральный директор компании «АлбаСоф ООО». Председатель Культурно-просветительного общества «Иван Вазов» в Тиране, Албания.

## Биография
Зехрудин Докле родился 12 января 1952 года в поселке Борье, область Гора, Албания. В 1974 году окончил Академию искусств «Александра Моисиу» в Тиране. Участвует в многочисленных албанских фильмах, телевизионных сериалах и театральных пьесах. С 1997 до 1999 года работает в албанском Министерстве культуры, молодежи и спорта, как ответственный за театр и кинематограф. Является основателем и руководителем Культурно-образовательного общества «Иван Вазов», которое было создано в 1999 году в Тиране. В 2003 году был в числе организаторов Международного театрального фестиваля «Бутринт 2000». В 2005 году был награждён орденом за вклад в развитие болгарской культуры во всем мире. Перевёл на албанский язык произведения Николая Хайтова и Чудомира.